# Mallada morotus
Mallada morotus är en insektsart som först beskrevs av Banks 1915.  Mallada morotus ingår i släktet Mallada och familjen guldögonsländor. Inga underarter finns listade i Catalogue of Life.